# Аитутаки (аэропорт)
Аэропорт Аитутаки — аэропорт для Аитутаки, одного из Островов Кука (ИАТА: AIT, ИКАО: NCAI). Первоначально аэропорт был построен военными США и Новой Зеландией во время Второй мировой войны. ВПП была модернизирована в 2004 году.
Здание терминала в аэропорту Аитутаки — это крыша без каких-либо окон. В небольшом удобном ларьке можно купить закуски и напитки. Внутри терминала также находятся стойки для встреч гостей. Air Rarotonga обслуживает Аитутаки самолётами Saab 340 и Embraer Bandeirante.